# 莒南県
莒南県（きょなん-けん）は、中華人民共和国山東省臨沂市に位置する県。沭河（じゅつが）が北から南へ流れている。

## 歴史
1940年に莒県より分割され莒南県が設置される。

## 行政区画
- 街道:十字路街道
- 鎮:大店鎮、坊前鎮、板泉鎮、洙辺鎮、文疃鎮、石蓮子鎮、嶺泉鎮、筵賓鎮、澇坡鎮、道口鎮、相溝鎮